# Condense
Condense est un groupe de punk hardcore français, originaire de Lyon, en Rhône-Alpes. Il fut actif de 1990 à 1996,.

## Biographie
Après un premier EP sorti sur le label Panx! de Toulouse, Condense sort un CD 6 titres Air chez Pandemonium Records, ils tournent en Europe ouvrant, entre autres, pour Fugazi et Jesus Lizard. 
En 1995 sort l'album 12 titres Genuflex enregistré avec David Weber dans son studio des forces motrices à Genève, en Suisse. À la sortie du disque, les propositions de concerts se multiplient, le groupe tourne avec les Deity Guns en Italie, avec Unsane en France ainsi qu'avec les Anglais de Headcleaner en Scandinavie. Puis en Espagne et en Belgique. En France, Condense partage fréquemment l'affiche avec des groupes tels que Burning Heads, Drive Blind, Tantrum, Portobello Bones, Prohibition, Deity Guns, et Bästard. En 1996, Condense sort l'album Placebo. La même année, après une tournée de 32 concerts en 40 jours et un dernier concert à Saint-Étienne, le groupe se sépare définitivement.
En 2016, ses deux albums sont réédités en disques vinyle et en digitale sur les labels Atypeek et Euthanasie.

## Membres
- Marc — chant
- Varoujan — guitare
- Wilo — guitare
- Fabrice — basse
- Seb — batterie
- Maïe — management
- Fred - basse

## Discographie

### Albums studio
- 1995 : Genuflex (Pandemonium Records)
- 1996 : Placebo (Pandemonium Records)

### EP et singles
- 1993 : Air (CD 6 titres, Pandemonium Records)
- 2015 : Bacteria / Ode to a Boss (Single de 2 titres inédits)

### Compilations
- 1992 : Compilation EP (Panx !)
- 1993 : Serial Killer - Volume 1 (compilation, Roadrunner)
- 1993 : It's Real Spore ! (compilation, Spore)
- 1993 : Illiterate (compilation, Ébullition)
- 1994 : Pandémonium, a Wild State of Noise and Disorder (compilation, Pandémonium)
- 1996 : Oh ! What a Wonderful Compilation (compilation, Wool Music)
- 1996 : Condense Live (cassette, No Reason Fanzine - Matthieu Gelezeau)

### Splits
- 1994 : Split SP avec Portobello Bones (Uncontrolled Records)
- 1994 : Split SP avec Food  (Spore)
- 1996 : Split EP avec Skull Duggery (Jazz to Come, Les 7 Piliers)